# Feng Xiaoting
Dans ce nom chinois, le nom de famille, Feng, précède le nom personnel.
Feng Xiaoting (né le 22 octobre 1985) est un ancien footballeur international chinois. Il évoluait au poste de défenseur et jouait régulièrement avec l'équipe nationale chinoise depuis 2008, bien que sa première sélection ait eu lieu en 2004, contre la Birmanie.

## Palmarès
- Championnat de Chine : 2011, 2012, 2013, 2014, 2015, 2016 et 2017
- Coupe de Chine : 2012
- Ligue des champions de l'AFC : 2015